# Podomyrma
Podomyrma é um gênero de insetos, pertencente a família Formicidae.

## Espécies
- Podomyrma abdominalis
- Podomyrma adelaidae
- Podomyrma alae
- Podomyrma albertisi
- Podomyrma basalis
- Podomyrma bispinosa
- Podomyrma carinata
- Podomyrma chasei
- Podomyrma christae
- Podomyrma clarki
- Podomyrma convergens
- Podomyrma delbrueckii
- Podomyrma densestrigosa
- Podomyrma elongata
- Podomyrma femorata
- Podomyrma ferruginea
- Podomyrma formosa
- Podomyrma fortirugis
- Podomyrma gibbula
- Podomyrma gracilis
- Podomyrma gratiosa
- Podomyrma grossestriata
- Podomyrma inermis
- Podomyrma keysseri
- Podomyrma kitschneri
- Podomyrma kraepelini
- Podomyrma laeviceps
- Podomyrma laevifrons
- Podomyrma laevissima
- Podomyrma lampros
- Podomyrma libra
- Podomyrma macrophthalma
- Podomyrma maculiventris
- Podomyrma maligna
- Podomyrma marginata
- Podomyrma mayri
- Podomyrma micans
- Podomyrma minor
- Podomyrma mjobergi
- Podomyrma muckeli
- Podomyrma nitida
- Podomyrma novemdentata
- Podomyrma nuda
- Podomyrma obscura
- Podomyrma obscurior
- Podomyrma octodentata
- Podomyrma odae
- Podomyrma omniparens
- Podomyrma overbecki
- Podomyrma pulchella
- Podomyrma ruficeps
- Podomyrma rugosa
- Podomyrma silvicola
- Podomyrma simillima
- Podomyrma striata
- Podomyrma testacea
- Podomyrma tricolor
- Podomyrma tristis
- Podomyrma turneri
- Podomyrma vidua